# Forteresse de la Guia
La forteresse de la Guia (portugais : Fortaleza da Guia, chinois traditionnel : 東望洋炮台) est un complexe militaire historique, incluant un phare et une chapelle, situé dans la freguesia de São Lázaro à Macao. Le complexe est l'un des sites du Centre historique de Macao admis sur la liste du patrimoine mondial de l'UNESCO.

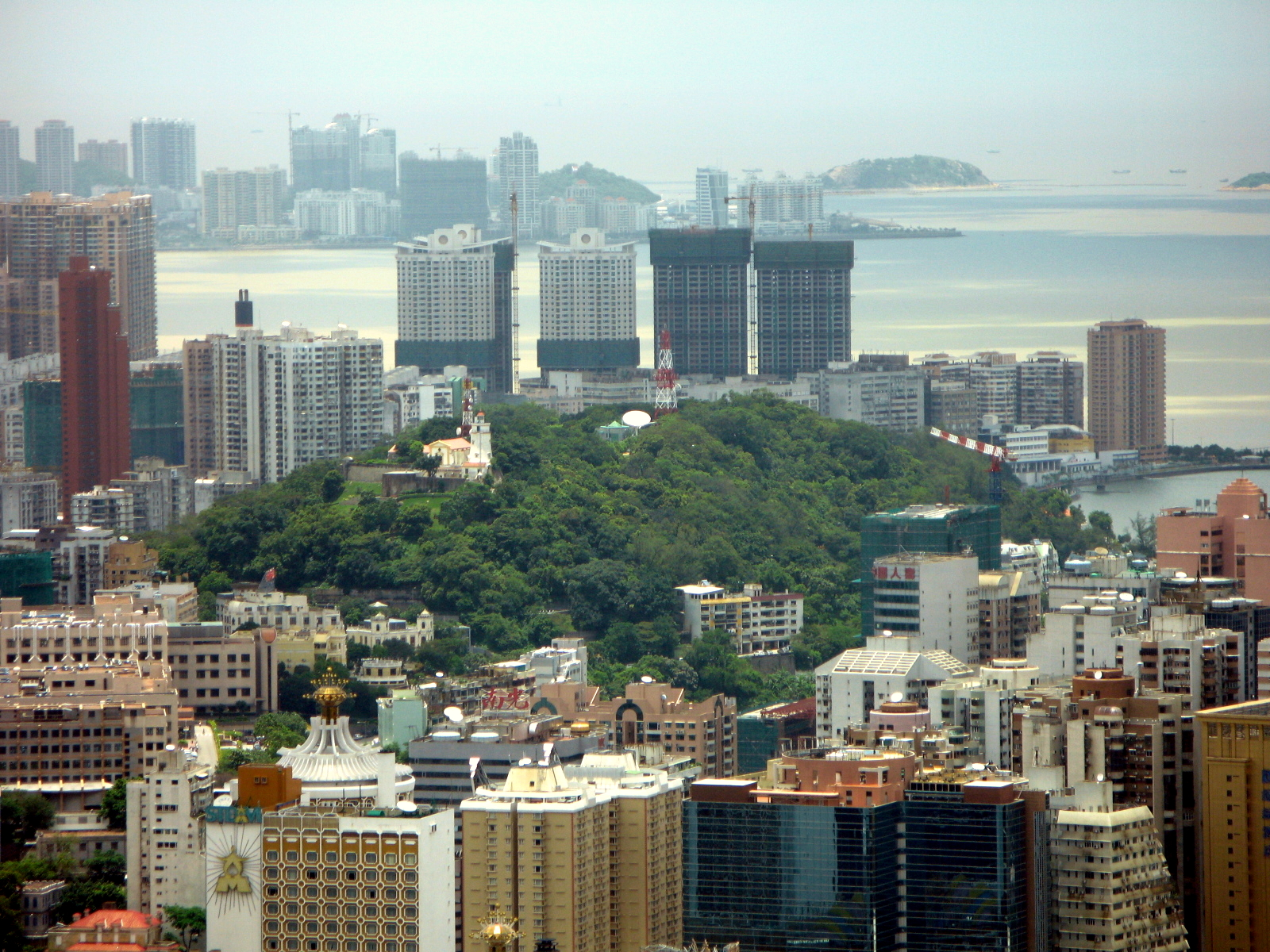
Vue lointaine de la colline de Guia et la forteresse (centre gauche de l'image)

Le fort et la chapelle ont été construits entre 1622 et 1638, après une tentative infructueuse des Pays-Bas de prendre le territoire aux Portugais. Le phare a été construit entre 1864 et 1865, devenant ainsi le premier de style occidental sur la côte chinoise. Le phare s'élève à 91 mètres de haut, et possède une lumière visible pour quelque 20 miles par temps clair. Le complexe a été construit sur le point le plus haut de la péninsule de Macao, la colline de Guia, et nommé d'après le même endroit. Aujourd'hui, le site est une destination touristique.

## La chapelle
La chapelle (en portugais : Capela de Nossa Senhora da Guia ; chinois traditionnel : 聖母雪地殿教堂) a été construite vers 1622 dans la forteresse de la Guia.
En 1998, des fresques ont été découvertes dans la chapelle lors de travaux de restauration, représentant à la fois des thèmes occidentaux et chinois.